# Гревия
Гревия (лат. Grewia) — род растений семейства Мальвовые (Malvaceae), распространённый в тропических и субтропических регионах Африки, Азии и Австралии.
Род назван в честь английского ботаника и врача Неемии Грю.

## Ботаническое описание
Деревья, кустарники или лианы. Листья очерёдные, край пильчатый или зубчатый, редко лопастный; черешок короткий; прилистники мелкие, опадающие.
Цветки 5(4)-мерные, обоеполые или однополые, собраны по 3 или в многоцветковые соцветия. Прицветники опадающие. Чашелистики жёлтые, белые или сиреневые, редко коричневые, свободные. Лепестки преимущественно жёлтые или белые, короче чашелистиков. Андрогинофор короткий. Тычинки многочисленные, свободные, разной длины; пыльники шаровидные, раскрываются продольно. Завязь (1)2—4(5)-гнёздная; столбик цилиндрический или расширенный к верхушке; рыльце щитковидное, цельное или 2—4-лопастное. Плод — удлинённая или почти шаровидная, многокосточковая костянка. Семена тёмно-коричневые или чёрные, эндосперм обильный, семядоли плоские.

## Виды
Род включает, по разным оценкам, около 90, около 150, около 280—300 или более 400 видов, некоторые из них:
- Grewia asiatica L. — Гревия азиатская
- Grewia bicolor Juss.
- Grewia biloba G.Don — Гревия двулопастная
  - Grewia biloba var. parviflora (Bunge) Hand.-Mazz. — Гревия мелкоцветковая
- Grewia ferruginea Hochst. ex A.Rich.
- Grewia occidentalis L. typus[1]
- Grewia optiva J.R.Drumm. ex Burret — Гревия избранная
- Grewia serratula Baill.
- Grewia tenax (Forssk.) Fiori
- Grewia tiliifolia Vahl — Гревия липолистная
- Grewia umbellifera Bedd.